# Wade Church
Wade E. Church (* 4. Mai 1908 in Helena, Montana; † 4. Dezember 2002) war ein US-amerikanischer Jurist und Politiker (Demokratische Partei).

## Werdegang
Wade E. Church wurde 1908 im Lewis and Clark County geboren. Über seine Jugendjahre ist nichts bekannt. Church graduierte 1931 am Los Angeles City College (LACC). Seinen Bachelor of Arts machte er dann 1933 an der University of California, Los Angeles (UCLA). Er hielt dort auch die Abschiedsrede. Dann studierte er Jura an der Harvard Law School, wo er 1938 seinen Abschluss machte. Er war dann von 1938 bis 1940 als Personal Director bei der Atkinson-Kier Construction Company tätig – ein Unternehmen, welches für den Bau des Hoover Dam verantwortlich war. Church war dann von 1941 bis 1942 als Assistant City Attorney von der City of Phoenix (Maricopa County) tätig. Zwischen 1943 und 1947 arbeitete er für die American Federation of Labor and Congress of Industrial Organizations (AFL-CIO). Dabei bekleidete er im Laufe der Zeit folgende Positionen: Secretary, Treasurer und Präsident. Von 1958 bis 1961 fungierte er als Attorney General von Arizona.
Church war über 50 Jahre lang Mitglied und Lehrer an der Sonntagsschule der „Merry Mates“ in Phoenix (Arizona).
Er wurde von seiner zweiten Ehefrau Bess und seinen Söhnen, Phillip, Allen und Tom, überlebt. Seine erste Ehefrau Margaret verstarb 1995.